# Cleitamia amabilis
Cleitamia amabilis är en tvåvingeart som beskrevs av Osten Sacken 1881. Cleitamia amabilis ingår i släktet Cleitamia och familjen bredmunsflugor. Inga underarter finns listade i Catalogue of Life.